# Kaibahan
Kaibahan is een bestuurslaag in het regentschap Pekalongan van de provincie Midden-Java, Indonesië. Kaibahan telt 2683 inwoners (volkstelling 2010).